# Паролизе
Паролизе (итал. Parolise) — коммуна в Италии, располагается в регионе Кампания, в провинции Авеллино.
Население составляет 653 человека (2008 г.), плотность населения составляет 218 чел./км². Занимает площадь 3 км². Почтовый индекс — 83050. Телефонный код — 0825.
Покровителем населённого пункта считается святой Рох.

## Демография
Динамика населения:

## Администрация коммуны
- Официальный сайт: https://archive.today/20060512224206/http://parolise.asmenet.it/